# بونغاميا ريشية
البونغاميا الريشية (باللاتينية: Millettia pinnata) هي نوع نباتي من الفصيلة البقولية. موطنها الأصلي المناطق المدارية ومناطق آسيا المعتدلة مثل الهند والصين واليابان وأستراليا و جزر المحيط الهادي.